# Fin Argus
Steffan Fin Argus (Des Plaines, 1º settembre 1998) è un attore, cantante e musicista statunitense.
Ha ottenuto una forte popolarità nel 2020 grazie al ruolo di Zach Sobiech in Nuvole, curandone anche la colonna sonora.

## Carriera
Steffan Argus è cresciuto a Chicago, dove si è appassionato alle arti dello spettacolo. Iniziò a suonare qualunque strumento attirasse la sua attenzione: ha iniziato con la chitarra spagnola in terza elementare. Oltre a questa suona anche il pianoforte, il corno francese, il violoncello, l'ukulele, il mandolino, il banjo e il basso.
Ha pubblicato un EP nel 2017 dal titolo Lost at Sea. Ha anche iniziato una carriera come modello e ha fatto una svolta nella sua carriera di attore recitando nella serie web The Commute.
È apparso in Agents of SHIELD dove interpreta una versione più giovane di Gordon, precedentemente interpretata da Jamie Harris.
Argus ottiene una forte popolarità nel 2020 grazie al ruolo Zach Sobiech nel film musicale drammatico Nuvole. L'artista è inoltre interprete della maggior parte delle canzoni nella colonna sonora dell'opera.

## Filmografia

### Film
- Summer '03, regia di Becca Gleason (2018)
- Nuvole (Clouds), regia di Justin Baldoni (2020)
- S1ngular, regia di Ramon J. Goni (2022)

### Televisione
- The Gifted – serie TV, episodio 1x01 (2017)
- Agents of S.H.I.E.L.D.S – serie TV, episodi 7x08-7x10 (2020)
- Queer as Folk – serie TV (2022)
- The other two - serie TV (2023)

## Discografia

### Colonne sonore
- 2020 – Clouds (Music From the Disney+ Original Movie)

### EP
- 2017 – Lost at Sea

## Doppiatori italiani
Nelle versioni in italiano dei suoi film, Fin Argus è stato doppiato da:
- Alex Polidori in Nuvole
- Tito Marteddu in Queer as Folk